# Mark Fraser
Mark Alexander Fraser (* 29. September 1986 in Ottawa, Ontario) ist ein ehemaliger kanadischer Eishockeyspieler, der im Verlauf seiner aktiven Karriere zwischen 2004 und 2020 unter anderem 224 Spiele für die New Jersey Devils, Toronto Maple Leafs und Edmonton Oilers in der National Hockey League (NHL) auf der Position des Verteidigers bestritten hat. Darüber hinaus absolvierte Fraser annähernd 470 weitere Partien in der American Hockey League (AHL) und verbrachte eine Spielzeit bei den Schwenninger Wild Wings in der Deutschen Eishockey Liga (DEL).

## Karriere
Fraser begann seine Karriere als Eishockeyspieler bei den Kitchener Rangers, für die er von 2004 bis 2006 in der kanadischen Juniorenliga Ontario Hockey League (OHL) aktiv war. Anschließend beendete der Verteidiger die Saison 2005/06 bei den Albany River Rats aus der American Hockey League (AHL). In seiner Zeit bei den Kitchener Rangers war er im NHL Entry Draft 2005 in der dritten Runde als insgesamt 84. Spieler von den New Jersey Devils ausgewählt worden, für die er in der Saison 2006/07 sein Debüt in der National Hockey League (NHL) gab. Den Großteil der Spielzeit verbrachte er jedoch bei New Jerseys neuem AHL-Farmteam, den Lowell Devils. Nachdem der Linksschütze in den folgenden beiden Jahren ausschließlich für Lowell in der AHL auf dem Eis gestanden hatte, wurde er zur Saison 2009/10 von den New Jersey Devils in ihren NHL-Kader berufen.
Am 12. Dezember 2011 wurde er gemeinsam mit Rod Pelley und einem Siebtrunden-Wahlrecht im NHL Entry Draft 2012 im Austausch für Kurtis Foster und Timo Pielmeier zu den Anaheim Ducks transferiert. Am 27. Februar 2012 gaben ihn die Kalifornier im Austausch für Dale Mitchell an die Toronto Maple Leafs ab. Am 31. Januar 2014 wurde Fraser im Tausch gegen die NHL-Rechte an Teemu Hartikainen und Cam Abney an die Edmonton Oilers abgegeben. Sein im Juli 2014 auslaufender Vertrag wurde von den Oilers nicht verlängert, sodass er in der Folge auf der Suche nach einem neuen Arbeitgeber war. Diesen fand er im November 2014, als ihn die Albany Devils aus der AHL unter Vertrag nahmen. Nach etwa einem Monat unterschrieb er auch bei den New Jersey Devils aus der NHL und wechselte fortan regelmäßig zwischen beiden Ligen. Nach 34 NHL- und 18 AHL-Einsätzen in der Saison 2014/15 wurde sein auslaufender Einjahresvertrag nicht verlängert, sodass er im September 2015 einen solchen bei den Ottawa Senators unterzeichnete. Im Anschluss verpflichteten ihn im Juli 2016 erneut die Edmonton Oilers, die seinen Vertrag nach der Saison 2016/17 allerdings nicht verlängerten.
Im November 2017 schloss sich der Kanadier TPS Turku aus der finnischen Liiga an. Nach einem Jahr in Finnland und einer Spielzeit beim HKM Zvolen in der slowakischen Extraliga wurde Fraser im Mai 2019 von den Schwenninger Wild Wings aus der Deutschen Eishockey Liga (DEL) unter Vertrag genommen. Nach der Spielzeit 2019/20 beendete der 33-Jährige seine aktive Karriere.

## Karrierestatistik
(Legende zur Spielerstatistik: Sp oder GP = absolvierte Spiele; T oder G = erzielte Tore; V oder A = erzielte Assists; Pkt oder Pts = erzielte Scorerpunkte; SM oder PIM = erhaltene Strafminuten; +/− = Plus/Minus-Bilanz; PP = erzielte Überzahltore; SH = erzielte Unterzahltore; GW = erzielte Siegtore; 1 Play-downs/Relegation; Kursiv: Statistik nicht vollständig)